# Новый имидж
«Новый имидж» (англ. Persona) — десятый эпизод американского мультсериала «Новые приключения Человека-паука», основанного на одноимённом персонаже комиксов Marvel, созданном Стэном Ли и Стивом Дитко. Первый показ состоялся 17 мая 2008 года.

## Сюжет
Доктор Коннорс будет изучать органическую слизь, найденную на «Челноке». Питер надеется, что он в деле, но Эдди говорит, что Марта Коннорс против. Тогда Питер ночью проникает в лабораторию в роли Человека-паука и встречает там Чёрную кошку, желающую украсть пришельца для одного промышленного магната. В ходе битвы Кошка заигрывает с Пауком, а пришелец выбирается из клетки и тихо прицепляется к ноге Питера. Активируется сигнализация, и появляется доктор Коннорс. Кошка скрывается.
На следующий день в «Daily Bugle» печатают статьи о том, что Паук был заодно с Кошкой и украл пришельца. Эдди зол, что Питер снова фотографировал для газеты вместо помощи. Возмущённый Паркер приходит в газету разобраться, апеллируя к свидетелю — доктору Коннорсу, но Джона Джеймсон говорит, что учёный обнаружил пропажу только утром. Человек-паук в недоумении, так говорит Хамелеон, выдавший себя за доктора Коннорса. Паук встречается с Кошкой и обнаруживает, что облачён в чёрный костюм. Он понимает, что это пришелец. Когда Человек-паук начинает геройствовать, он удивляется, что стал сильнее благодаря инопланетянину, и задумывается не возвращать его. Тем временем Хамелеон притворяется Человеком-пауком и грабит банк.
Утром в школе одноклассники дразнят Флэша из-за того, что тот не может поверить, что Паук стал злодеем. Питер, узнав об этом, также приходит в удивление, а Хамелеон продолжает грабить в образе супергероя. Паркер снова приходит в «Bugle» и узнаёт, что Джеймсон получает фотографии преступника от анонима. Ночью он вновь встречается с Кошкой и заручается её поддержкой. Они отправляются на мероприятие мэра на корабле, куда, как полагает Кошка, прибудет и самозванец. Так и происходит, напарники Хамелеона обезвреживают полицейских, а он появляется в паучьем образе. Прибывает настоящий Человек-паук и быстро побеждает Хамелеона, но его товарищи помогают ему бежать. Кошка разбирается с ними, а Паук преследует Хамелеона, уплывающего на моторном катере. Проплыв некоторое расстояние, Паук запрыгивает на лодку и одолевает Хамелеона. После этого Питер окончательно решает не отдавать пришельца, когда детектив Джордж Стейси устанавливает, что за его пропажу ответственен Хамелеон. Мэр обнаруживает пропажу украшения, и трое подходят к машине с преступниками, не видя там Хамелеона. Затем Паук опять встречается с Кошкой, и она целует его, держа в другой руке пропавшее украшение.

## Роли озвучивали
- Джош Китон — Питер Паркер (Человек-паук)
- Джошуа Лебар — Флэш Томпсон
- Дебора Стрэндж — Мэй Паркер
- Триша Хелфер — Чёрная кошка
- Стив Блум — Хамелеон
- Ксандер Беркли — Квентин Бек

## Производство
Сценарий к эпизоду написал Мэтт Уэйн, который также был сценаристом эпизодов первого сезона «Естественный отбор» и «Невидимая рука», а режиссёром выступил Дэн Фаусетт.  Премьера эпизода «Новый имидж» состоялась 17 мая 2008 года. Грег Вайсман, один из продюсеров мультсериала, придумал определённую схему именования эпизодов — «Образование с Питером Паркером». С этой 10 серии первого сезона и до его конца названия эпизодов основывались на науке психологии.

## Отзывы
В целом эпизод получил положительные отзывы от телекритиков. Эрик Гольдман из IGN поставил серии оценку 8,2 из 10 и написал, что «противостояние Человека-паука и Хамелеона было нормальным, хотя и не выдающимся по стандартам этого мультсериала». Лучшим боем в эпизоде Гольдман назвал первую драку Паука и Чёрной кошки, когда те «метались взад и вперёд через лабораторию Коннорса». Высказываясь про дизайн чёрного костюма, критик написал, что «визуально это была хорошая смесь костюма из фильма и костюма из комикса — глаза и паук на груди были по-настоящему белыми».
Майкл Танака из Firefox News поставил эпизоду 5 звёзд из 5 и написал, что «Чёрная кошка была персонажем, которого я с нетерпением ждал в мультсериале». Он добавил: «не могу дождаться, чтобы увидеть её больше». После того, как Питер в эпизоде упомянул обстоятельства смерти своих родителей и родителей Эдди, критик написал, что «команда Вайсмана попала во вселенную Ultimate, и это было доказано, когда они адаптировали роковое прошлое Питера Паркера и родителей Эдди Брока, погибших в авиакатастрофе», что «определённо обыгрывает судьбу двух врагов». Танака подметил второстепенных персонажей: ему нравится, «как Флэш Томпсон изображён с симпатией к аудитории», а также выразил надежду, что Салли Аврил «переведут в другую школу».